# 1 Samuel 15

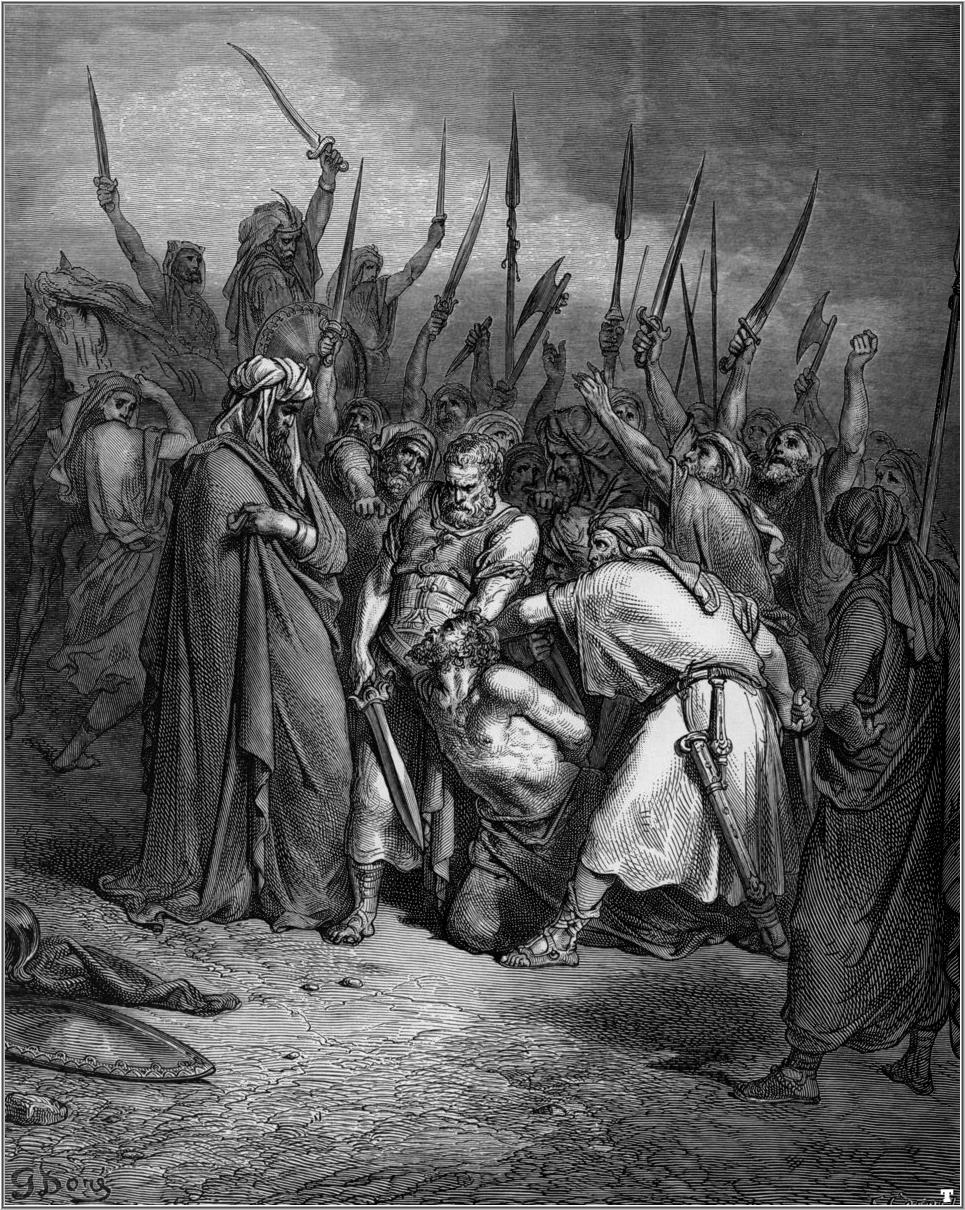
«La muerte de Agag», ilustración de Gustave Doré

1 Samuel 15 es el decimoquinto capítulo del Primer Libro de Samuel en el Antiguo Testamento de la Biblia cristiana  o la primera parte de los Libros de Samuel en la Biblia hebrea. Según la tradición judía, el libro se atribuyó al profeta Samuel, con adiciones de los profetas Gad y Natán, pero muchos eruditos modernos lo ven como una composición de varios textos independientes de diversas épocas, desde el 630-540 a. C. aproximadamente.  Este capítulo contiene la desobediencia de Saúl al tratar con los amalecitas. Esto se encuentra dentro de una sección que comprende 1 Samuel 7-15 que registra el surgimiento de la monarquía en Israel y el relato de los primeros años del rey Saúl.

## Texto
Este capítulo fue escrito originalmente en el idioma hebreo. Está dividido en 35 versículos.

### Testigos textuales
Algunos manuscritos antiguos que contienen el texto de este capítulo en hebreo son de la tradición del Texto Masorético, que incluye el Códice de Jerusalén (895), el Códice de Alepo (siglo X) y el Códice de Leningrado (1008). Se encontraron fragmentos que contienen partes de este capítulo en hebreo entre los Rollos del Mar Muerto, incluido el 4Q51 (4QSama; 100-50 a. C.) con los versículos 3-4, 9-10 y 12 existentes.
Entre los manuscritos antiguos existentes de una traducción al griego koiné conocida como la Septuaginta (originalmente realizada en los últimos siglos a. C.) se encuentran el Códice Vaticano (B; {\displaystyle \ ara{G}}B; siglo IV) y el Códice Alejandrino (A; {\displaystyle \ ara{G}}A; siglo V).

## Lugares
- Guibeá
- Ramah

## Análisis
Dios, a través de Samuel, ordenó a Saúl que dirigiera una guerra genocida contra los amalecitas, como castigo por sus ataques a los israelitas en su camino desde Egipto (versículos 1-3, cf. Éxodo 17:8-16; Deuteronomio 25:17-19). Cuando Saúl no cumplió completamente la orden, Samuel pronunció un oráculo de juicio contra él (versículos 17-31), una actitud profética similar a la de 8:1-22 y 13:8-15, pero aquí el rechazo de Saúl es definitivo y absoluto (versículos 28-29) y «parabólicamente confirmado por el rasgado accidental de la túnica de Samuel cuando Saúl hizo su última súplica desesperada» (versículo 2 7). El rechazo se expresa de forma rítmica en los versículos 21-23, contrastando el sacrificio y la obediencia de Saúl (cf. Isaías 1:11-15; Oseas 6:6; Amós 5:21-24; Miqueas 6:6-8) y declarando que el que rechazó la palabra de Dios ha sido rechazado, tras una advertencia preliminar en 13:13 ( cf.
12:14). La culpa de Saúl se describió en la selección de palabras para su acción: desobediencia (versículo 19), hacer el mal (versículo 19), rebelión (versículo 23), terquedad (versículo 23), rechazo de la palabra de Dios (versículo 23), ya que Saúl admitió que lo que hizo fue un pecado y una transgresión (versículo 24). Las relaciones entre Samuel y Saúl se rompieron entonces (versículos 34-35), completándose así el ciclo de las narraciones de Samuel y Saúl; la siguiente sección consiste en un ciclo de Saúl y David.

## La obediencia parcial de Saúl en la misión contra los amalecitas (15:1–9)
A Saúl, como ungido de Dios, se le ha encomendado una misión clara de Dios, que Samuel explicó en detalle, tal vez para evitar «malos entendidos» en mandamientos anteriores (cf. 1 Samuel 10:8; 1 Samuel 13), y para asegurar que no haya malentendidos en la ejecución. La misión es «destruir totalmente» a los amalecitas, una práctica llamada «herem» en hebreo o «prohibición» en español, en la que no se debe tomar ningún prisionero y se debe destruir todo el botín. Esto es tanto un castigo divino de Dios como una venganza por los ataques de los amalecitas, descendientes de Esaú, a los israelitas durante el vagar por el desierto desde Egipto (Éxodo 17:8-13) y después de que los israelitas estuvieran en Canaán (Números 14:43, 45; Jueces 3:13; 6:3-5, 33; 7:10, 1 2), para que YHWH «borrara por completo el nombre de Amalec de debajo del cielo» (Éxodo 17:14; cf. Deuteronomio 25:17-19). Como las cosas «destinadas a la destrucción» pertenecen exclusivamente a YHWH, la violación de la prohibición se trataba con seriedad: aquellos que guardaban algo «bajo la prohibición» serían ellos mismos puestos «bajo la prohibición» o destruidos (cf. Josué 7:1, 2:24-26). En contra de esta clara orden de YHWH, Saúl perdonó la vida a Agag, el rey de Amalec, y a los mejores animales (versículo 9), en parte como «trofeo de guerra» adecuado para su plan de «monumento en su propio honor» en el Carmelo (versículo 12).

### Versículo 6
Entonces Saúl dijo a los ceneos: «Idos, marchaos; salid de entre los amalecitas, no sea que os destruya con ellos. Porque mostrasteis bondad con todo el pueblo de Israel cuando subieron de Egipto». Así que los ceneos se marcharon de entre los amalecitas.
- Los «ceneos» eran una tribu emparentada con Jetro, suegro de Moisés y sacerdote de Madián (Éxodo 3:1; Jueces 1:16), una rama de los madianitas. Jetro y su hijo Hobab (Éxodo 18; Números 10:29-32) acompañaron a los israelitas en su marcha hasta Jericó (Jueces 1:16), [20] pero aparentemente siempre vagando sin un hogar estable.[21] Por alguna razón, se dividieron en pequeñas tribus, algunas viviendo en el desierto de Judá (Jueces 1:16), otras asentándose lejos al norte en el territorio de Neftalí (Jueces 4:11, 17), otras entre las rocas de Arabia Pétrea, y aquí algunas moraron entre los amalecitas en el desierto al sur de Judá.[20] gebible />[21] Se mencionan de nuevo en 1 Samuel 27:10 y 1 Samuel 30:29, como amigos de Israel.[20] Algunas personas famosas entre los ceneos fueron el asesino de Sísera, Jael, cuyo marido Heber había emigrado al norte de Palestina (Jueces 4:11); y los recabitas (1 Crónicas 2:55), que conservaron durante mucho tiempo los hábitos nómadas de sus antepasados (Jeremías 35:7-10).[20]
- «Os destruiré»: podría traducirse del texto masorético אֹסִפְךָ, (ʾosifeka, «os estoy reuniendo», de la raíz אָסַף, [ʾasaf]) o de la Peshitta siríaca y la Vulgata latina, que suponen una lectura אֶסְפָךְ, (ʾes fak, «te barro», de la raíz סָפָה, [safah]).[22]

## Dios rechaza a Saúl como rey de Israel (15:10-35)
Después de que Saúl desobedeciera la orden de Dios, Dios le dijo a Samuel que lamentaba haber hecho rey a Saúl. La raíz hebrea «nhm» para «arrepentimiento» se utilizó cuatro veces en este capítulo (entre las traducciones de la Biblia al inglés, la ESV la traduce sistemáticamente como «arrepentimiento», mientras que otras utilizan «cambio de opinión» o «arrepentimiento»). Samuel reaccionó con «ira» contra Dios por cambiar de opinión sobre Saúl y «llora» en voz alta toda la noche. Esto tiene un paralelismo en el relato de Jonás, quien también deseaba que Dios no cambiara de opinión sobre Nínive: después de que Jonás «predicara contra» Nínive (Jonás 1:2), profetizando su destrucción debido a su maldad, la gente de la ciudad se arrepintió, por lo que Dios «cambió de opinión» (en hebreo: «nhm») y no trajo la destrucción que había amenazado (Jonás 3:10). Esto hizo que Jonás se «enfadara» con Dios por cambiar de opinión (Jonás 4:2) sobre Nínive.
Samuel se enfrentó a Saúl, que había ido al Carmelo para «erigir un monumento en su propio honor» (versículo 12), ya no era un rey humilde. Saúl dijo preventivamente que había obedecido la orden de Dios antes de que se la pidieran (versículo 13), pero Dios ya le había contado a Samuel la verdad y pudo oír el sonido del ganado que se había librado de la destrucción. Saúl intentó desviar la culpa dirigiéndola primero sutilmente a sus soldados («los soldados los trajeron») y diciendo que serían sacrificados en un sacrificio para YHWH (versículo 15). Samuel se enfrentó a todas las excusas señalando que «obedecer es mejor que sacrificar» y que la desobediencia «es como el pecado de la adivinación» y la arrogancia como «la maldad de la idolatría» (versículos 22-23), por lo que, dado que Saúl rechazó la palabra de Dios, Dios ahora lo rechazaba a él como rey (versículo 23), y no solo cancelaba su futura dinastía como se había dicho anteriormente. 6}} Saúl suplicó desesperadamente a Samuel que se «arrepintiera» (hebreo: «shub»; «volver»/«apartarse», podría ser de Dios como en Josué 23:12, Jueces 2:17; 8:33, o del pecado como en 1 Reyes 8:48) con él (Versículo 25). Primero, Samuel lo rechazó (versículo 26), pero cuando Saúl volvió a pedirle que lo honrara «delante de los ancianos de su pueblo y delante de Israel» (versículo 30), Samuel decidió «arrepentirse» con Saúl, por lo que Saúl adoró al Señor delante del pueblo (versículo 31), y Samuel corrigió la mala acción de Saúl matando públicamente a Agag (versículos 32-35). Tras este espectáculo público, Samuel y Saúl se separaron y nunca volvieron a encontrarse, aunque Samuel siguió llorando la muerte de Saúl (versículo 35). Al final, Dios sí tuvo misericordia de Saúl al no destituirlo inmediatamente como rey.

## Usos

### Música
«1 Samuel 15:23» es el título de una canción del álbum «The Life of the World to Come», inspirada en este versículo y lanzada por la banda estadounidense The Mountain Goats en 2009. 

### Comentarios sobre Samuel
- Auld, Graeme (2003). «1 & 2 Samuel».  En James D. G. Dunn and John William Rogerson, ed. Eerdmans Commentary on the Bible. Eerdmans. ISBN 9780802837110.
- Bergen, David T. (1996). 1, 2 Samuel. B&H Publishing Group. ISBN 9780805401073.
- Gordon, Robert P. (1999). I & II Samuel, A Commentary. Zondervan. ISBN 978-0310230229.
- Hertzberg, Hans Wilhelm (1964). I & II Samuel, A Commentary (trans. from German 2nd edition 1960 edición). Westminster John Knox Press. p. 19. ISBN 978-0664223182.
- Tsumura, David Toshio (2007). The First Book of Samuel. Eerdmans. ISBN 9780802823595.

### General
- Breytenbach, Andries (2000). «Who Is Behind The Samuel Narrative?».  En Johannes Cornelis de Moor and H.F. Van Rooy, ed. Past, Present, Future: the Deuteronomistic History and the Prophets. Brill. ISBN 9789004118713.
- Coogan, Michael David (2007).  Coogan, Michael David; Brettler, Marc Zvi; Newsom, Carol Ann et al., eds. The New Oxford Annotated Bible with the Apocryphal/Deuterocanonical Books: New Revised Standard Version, Issue 48 (Augmented 3rd edición). Oxford University Press. ISBN 978-0195288810.
- Fitzmyer, Joseph A. (2008). A Guide to the Dead Sea Scrolls and Related Literature. Grand Rapids, MI: William B. Eerdmans Publishing Company. ISBN 9780802862419.
- Halley, Henry H. (1965). Halley's Bible Handbook: an abbreviated Bible commentary (24th (revised) edición). Zondervan Publishing House. ISBN 0-310-25720-4. (requiere registro).
- Hayes, Christine (2015). Introduction to the Bible. Yale University Press. ISBN 978-0300188271.
- Jones, Gwilym H. (2007). «12. 1 and 2 Samuel».  En Barton, John; Muddiman, John, eds. The Oxford Bible Commentary (first (paperback) edición). Oxford University Press. pp. 196-232. ISBN 978-0199277186. Consultado el 6 de febrero de 2019.
- Klein, R.W. (2003). «Samuel, books of».  En Bromiley, Geoffrey W, ed. The International Standard Bible Encyclopedia. Eerdmans. ISBN 9780802837844.
- Knight, Douglas A (1995). «Chapter 4 Deuteronomy and the Deuteronomists».  En James Luther Mays, David L. Petersen and Kent Harold Richards, ed. Old Testament Interpretation. T&T Clark. p. 62. ISBN 9780567292896.
- Ulrich, Eugene, ed. (2010). The Biblical Qumran Scrolls: Transcriptions and Textual Variants. Brill.
- Würthwein, Ernst (1995). The Text of the Old Testament. Grand Rapids, MI: Wm. B. Eerdmans. ISBN 0-8028-0788-7. Consultado el 26 de enero de 2019.